# 巨田神社
巨田神社（こたじんじゃ）は、宮崎県宮崎市佐土原町にある神社。古名は巨田八幡宮で旧社格は郷社。本殿が国の重要文化財。

## 祭神
誉田別命（応神天皇）、大帯姫命（神功皇后）と、上筒男神、中筒男神、底筒男神の住吉三神を祀る。当初は天太玉命を祀っていたという。

## 歴史
天長8年（831年）9月15日に飛箟原に白羽の矢1対が飛来したためそこに祠を建てたのが創祀と伝えるが不詳。
初め天太玉命を祀っていたが、寛治7年（1093年）当地周辺に大分県の宇佐神宮の荘園である田島荘が設けられたのにともない、その分霊を勧請し、爾来巨田八幡宮と称されたが、古田宮と記される記録も残る。
中世には伊東氏の支配下にあり、またこの頃に巨田八幡宮の供僧と蓮光寺院主を兼任した例が見られる事から、蓮光寺は巨田八幡宮の別当寺だったと考えられている。文安5年（1448年）に時の領主、佐土原祐賀（伊東祐堯の弟）によって再興され、永正5年（1508年）にも都於郡城主の伊東尹祐によって再興されている。

## 例祭
毎年11月15日前後（かつては旧暦9月15日）に秋の例祭があり、この時に「巨田神楽」が舞われる。その中の綱荒神の舞で登場して両断される藁製の大蛇は、水田に施せば稲がよく成長し、家畜に与えると無病息災になるとされる。なお巨田神楽は太平洋戦争中より舞手が減少し存亡の危機に瀕していたが、昭和46年（1971年）に地元有志により巨田神楽保存会が結成され存続している。

## 社殿
文安5年11月8日に本殿が建立され、その際の棟札には、大檀那として佐土原祐賀の名が記されている。永正5年に修造が行なわれ、現本殿は天文16年（1547年）の建立、その後文禄5年（1596年）に島津豊久、慶長18年（1613年）に佐土原藩主の同忠興によってそれぞれ修造が行なわれている。現本殿は三間社流造栃葺（当初は板葺）、木部は朱色に塗られており、南九州では数少ない室町時代中期の建造物で地方的崩れも見られず、昭和53年（1978年）に国の重要文化財（建造物）に指定された。
貞享3年（1686年）に摂社今宮社、享保12年（1727年）に摂社若宮社が本殿の左右に建立されたが、ともに一間社の流見世棚造鉄板葺で、昭和58年（1983年）に宮崎県の有形文化財に指定されている。

## 文化財

### 重要文化財
- 本殿（附 棟札22枚） - 室町時代中期（1448年）の建立。三間社流造、とち葺。昭和53年（1978年）5月31日指定。

### 宮崎県文化財
- 摂社若宮社・今宮社 - 昭和58年1月21日指定。

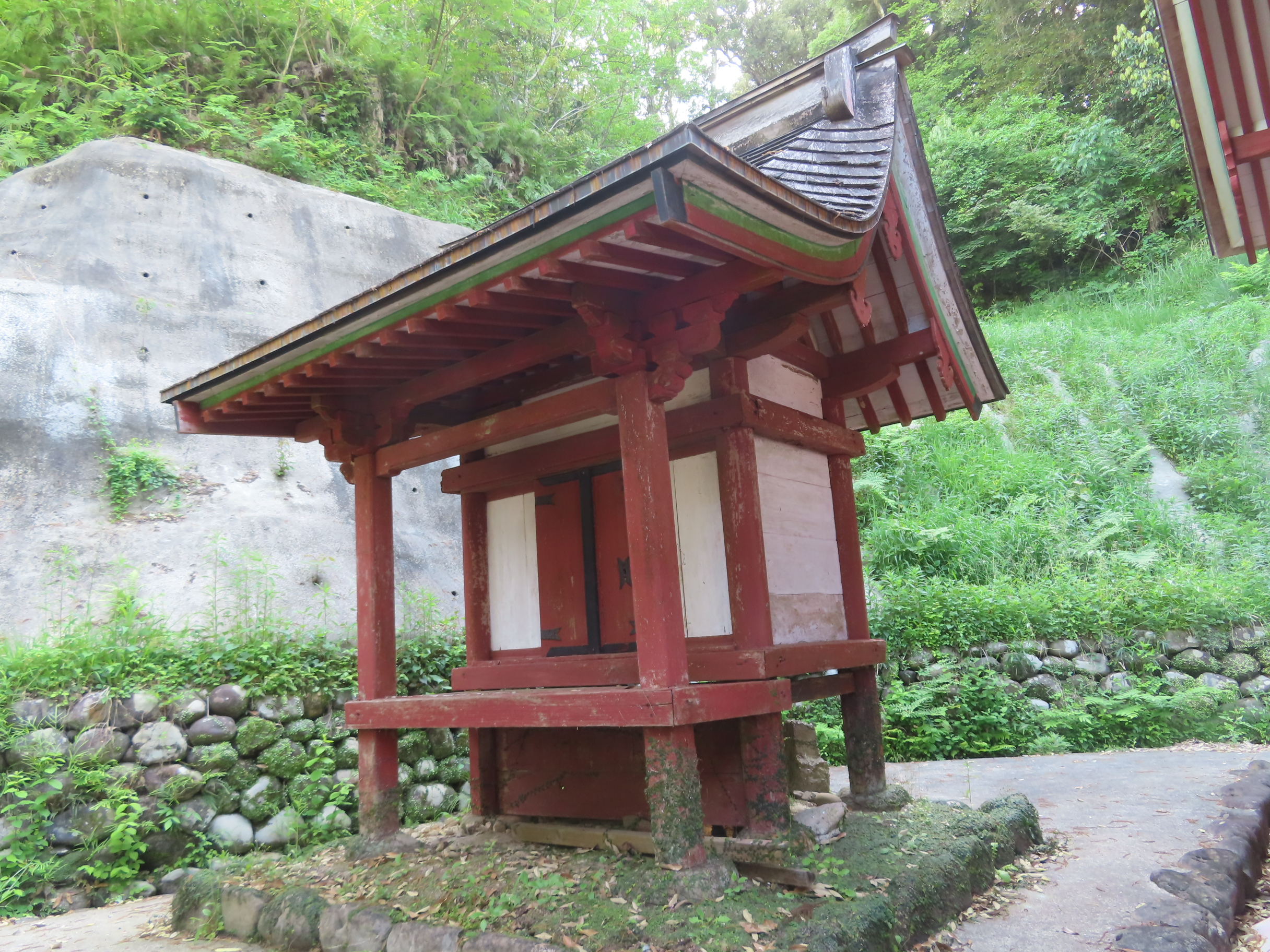
摂社今宮社
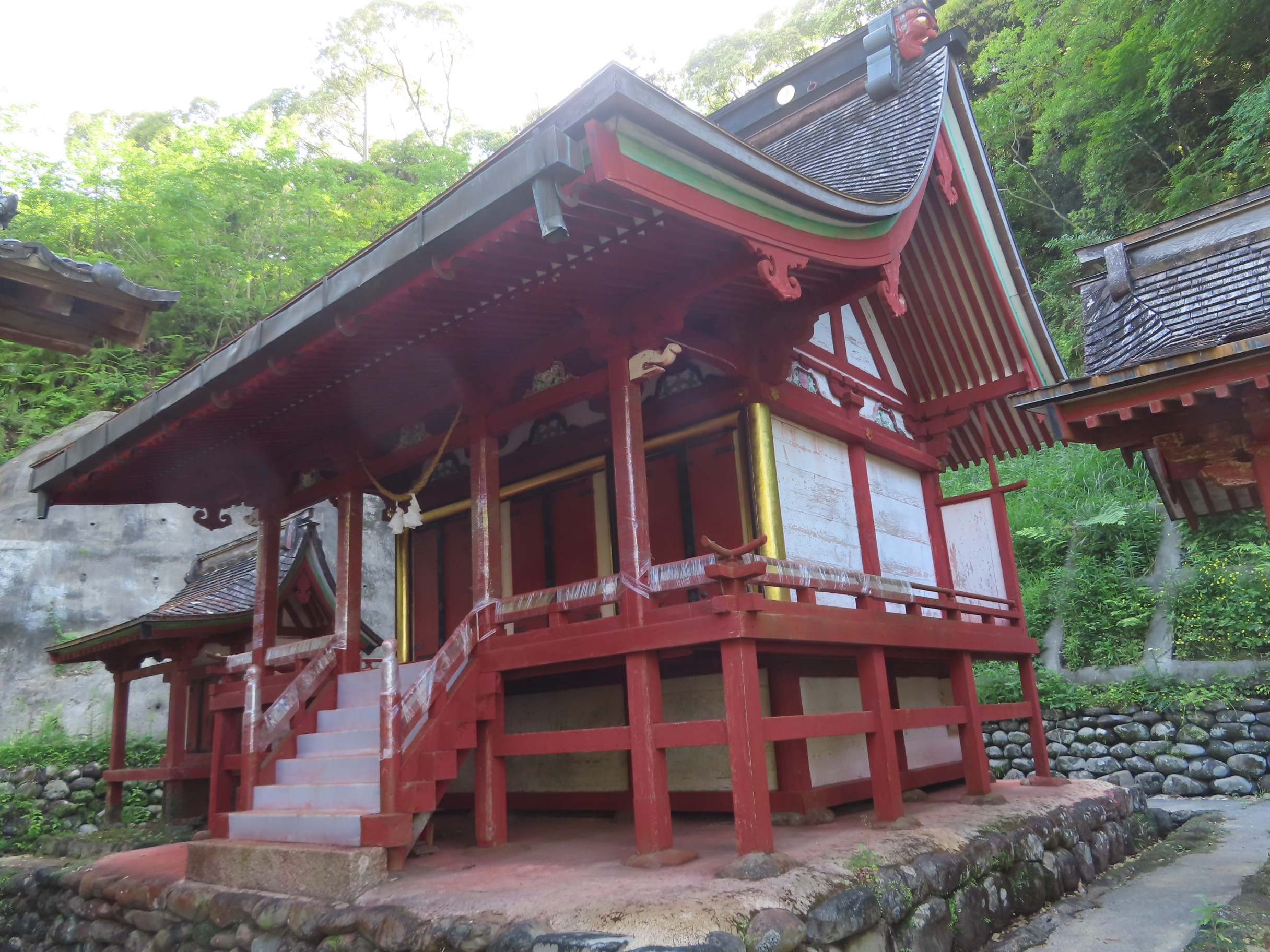
本殿
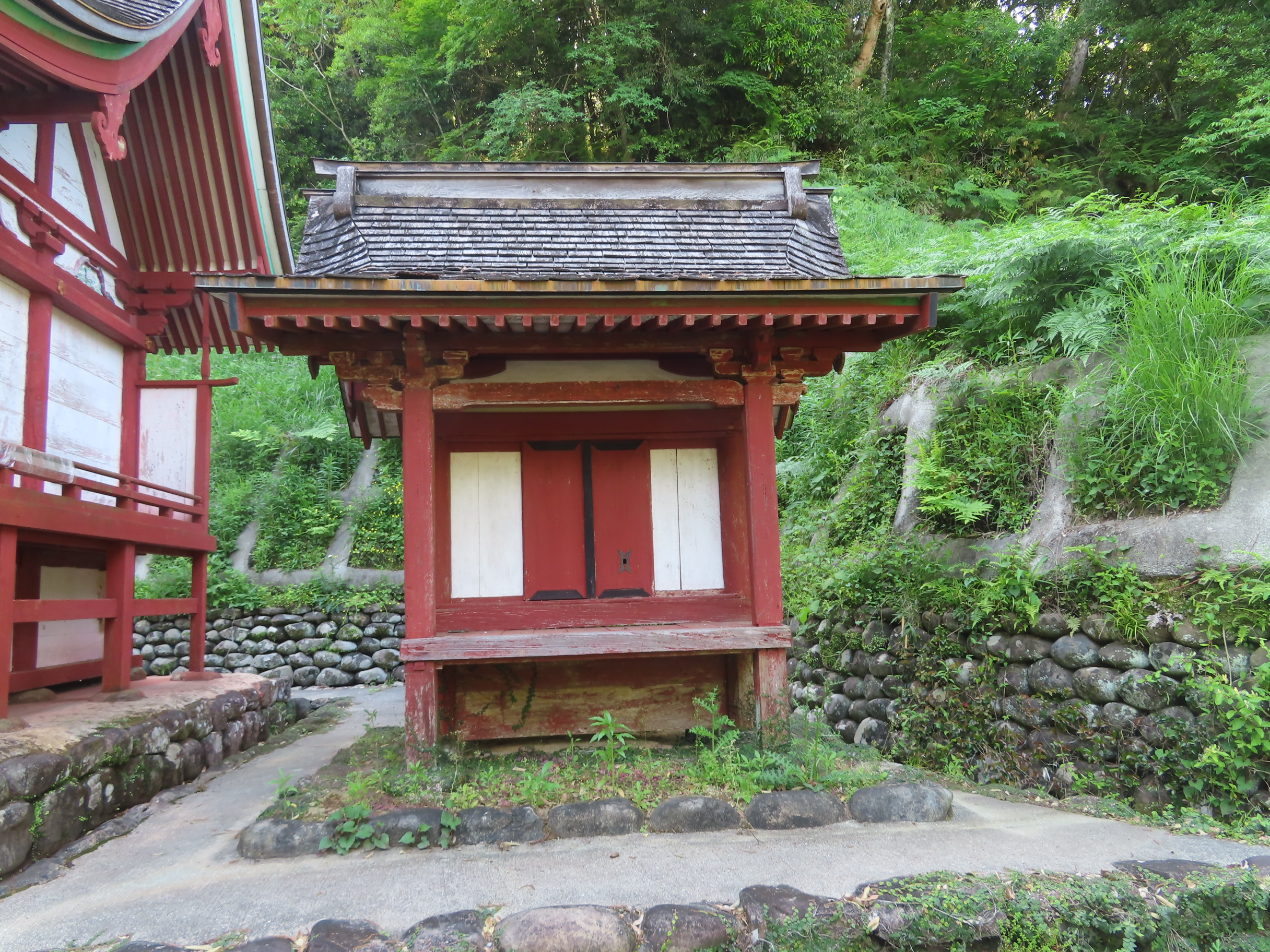
摂社若宮社

## 巨田の池

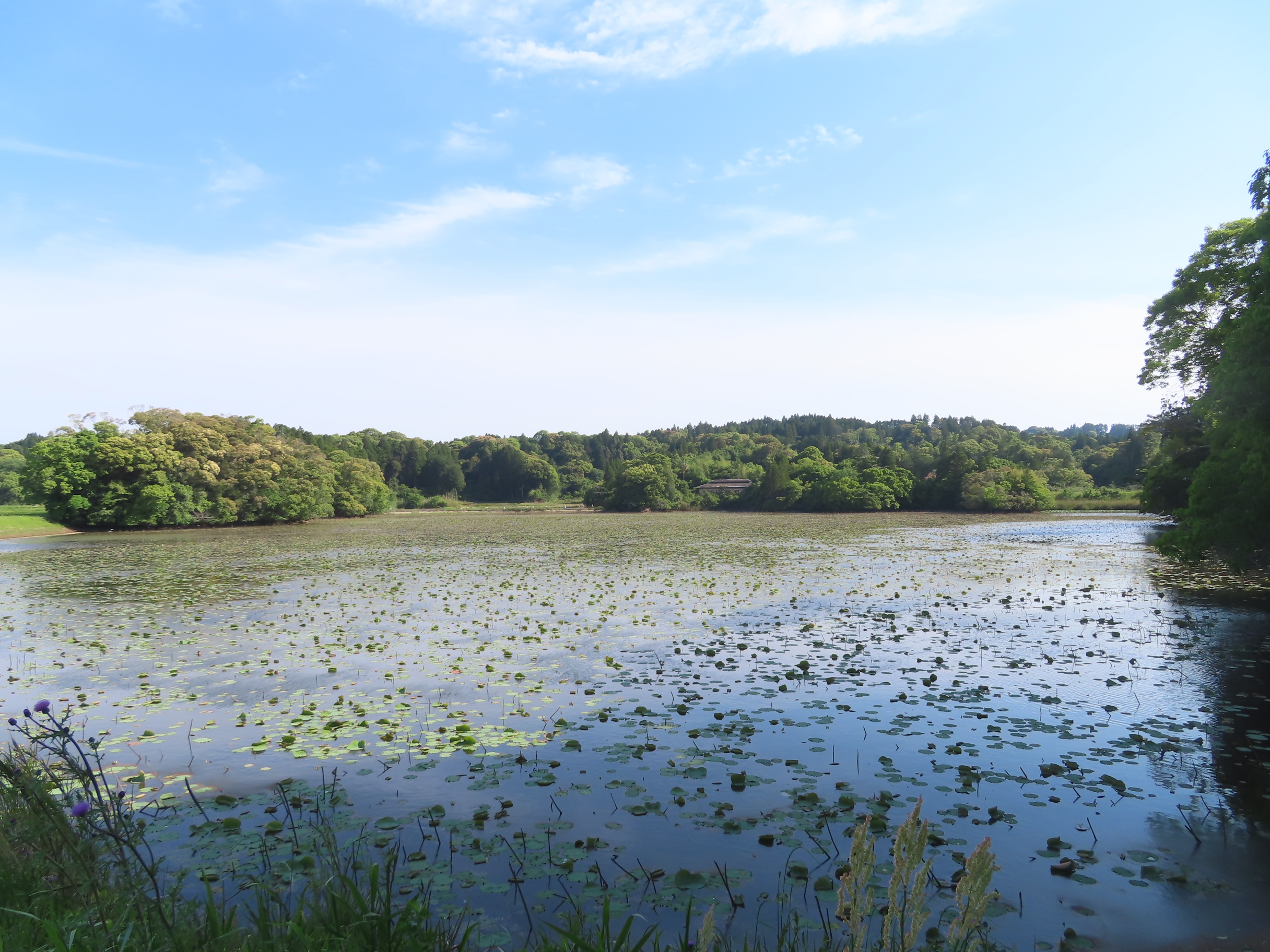
巨田の大池（下池）

巨田神社正面には巨田の池があり、上池と下池の二つからなり、このうち下池が巨田の大池にあたる。
この巨田の大池では、佐土原藩藩士が鍛錬のために鴨の越網猟を行なっていた。かつては朝夕の巣の出入りを狙って30の猟場が作られていたが、この伝統猟は昭和初期に一時休止した。昭和34年（1959年）に保存会を結成して再開され、夕方に飛立つ鴨を待ち伏せて鴨網で捕る。現在もこの猟法が行われている地域は種子島や石川県の鴨池など数少ない。越網（こえあみ）は宮崎県指定無形民俗文化財となっている。

## 交通
- JR九州日豊本線 佐土原駅よりタクシーで15分